# Piper bipedale
Piper bipedale är en pepparväxtart som beskrevs av C. Dc.. Piper bipedale ingår i släktet Piper och familjen pepparväxter. Inga underarter finns listade i Catalogue of Life.